# Ganshoren
Ganshoren [ɡansɔʁən] est l'une des 19 communes bilingues de Belgique située dans la Région de Bruxelles-Capitale. 
Située dans l'ouest de la capitale, elle est limitrophe des communes bruxelloises de Koekelberg, Berchem-Sainte-Agathe et Jette. Elle jouxte aussi le Brabant Flamand, dont la commune d'Asse.
Au 1 janvier 2025, elle comptait 25 680 habitants (Ganshorenois(e)s), pour une superficie de 2,44 km2. Soit une densité de 10 524 habitants/km2. 
Depuis 2022, son bourgmestre est Jean-Paul Van Laethem,. 

## Toponymie
Ganshoren voudrait dire "la mare aux oies". D'origine flamande, Gans signifie "oie" et hore "marécage" ou "lieu humide". Horen pourrait aussi être traduit par "entendre".

## Géographie

### Communes limitrophes

Vue panoramique depuis le sommet de la basilique du Sacré-Cœur.

|                       | Jette      |       |
| Asse (Flandre)        | Ganshoren  | Jette |
| Berchem-Sainte-Agathe | Koekelberg |       |

## Histoire
Autrefois, Ganshoren était un petit hameau rural, vivant dans l'ombre du château de Rivieren et des seigneurs du comté de Saint-Pierre-Jette. Ses habitants partageaient avec les paysans de Jette les pâtures communales et sa chapelle dépendait de l'église paroissiale de Jette.
De la création des communes en 1801 jusqu'en 1841, Ganshoren faisait partie de la commune de Jette-Ganshoren avec Jette.
Au début des années 1830, les habitants revendiquent leur indépendance, tant religieuse qu'administrative. En 1841, Ganshoren est érigée en commune autonome. Essentiellement tournée vers des activités d'élevage et de maraîchage, elle compte un millier d'habitants fréquentant régulièrement le moulin a vent installé sur la colline du Sippelberg.
Le grand tournant dans l'histoire de Ganshoren date du règne de Léopold II, lorsque l'urbanisation du plateau de Koekelberg est mise en œuvre. De nouveaux quartiers, planifiés par l'urbaniste Victor Besme, métamorphosent dès 1880 le paysage de la commune. L'ancien noyau rural et agricole s'amenuise ; néanmoins, les zones semi-naturelles restent partiellement préservées.
L'aménagement de l'Avenue Charles-Quint dans les années 1930 et l'ouverture des grand voiries dans les années 1950 transformeront définitivement Ganshoren en Commune urbaine.
Avant 1954, la commune appartenait à la partie néerlandophone de l'ancienne province de Brabant. Elle intègre cette année-là l'agglomération bruxelloise.
En 2018, Pierre Kompany deviendra, grâce à un accord de coalition, le premier bourgmestre noir en Belgique à partir du mois de décembre.

## Héraldique
|  | La commune possède des armoiries qui lui ont été octroyées le 8 juin 1844. Elles montrent Saint Martin ,saint-patron du village. Les couleurs sont celles de Bruxelles. Blasonnement : De gueules, à un Saint-Martin d'or. - Délibération communale : 8 septembre 1843 - Arrêté royal : 8 juin 1844 - Moniteur belge : N° 213 de 1844 Source du blasonnement : Heraldy of the World. |

## Politique

### Résultats lors desélections communales de 2024

#### Conseil communal
| Parti | Parti                | Voix | Voix | Conseil | Conseil | Collège |
| Parti | Parti                | %    | +/-  | Sièges  | +/-     | Collège |
| ----- | -------------------- | ---- | ---- | ------- | ------- | ------- |
|       | Liste du Bourgmestre | 31,9 | 3,5  | 11 / 29 | 2       | Oui     |
|       | PS+Citoyens          | 23,6 | 2,3  | 7 / 29  | 2       | Oui     |
|       | Open MR              | 23   | 5    | 7 / 29  | 2       | Non     |
|       | Ecolo-Groen          | 11,1 | 5,4  | 3 / 29  | 1       | Non     |
|       | Défi                 | 6,1  | 3    | 1 / 29  | 1       | Non     |
| Total | Total                | 100  | 100  | 29      | 29      | 18      |

#### Collège communal
| Fonction           | Titulaire             | Parti | Parti                |
| ------------------ | --------------------- | ----- | -------------------- |
| Bourgmestre        | Jean-Paul Van Laethem |       | Liste du Bourgmestre |
| 1er Échevine       | Karima Souiss         |       | PS+Citoyens          |
| 2e Échevin         | Chantal De Saeger     |       | Liste du Bourgmestre |
| 3e Échevin         | Aldo Alu              |       | Liste du Bourgmestre |
| 4e Échevin         | Quentin Paelinck      |       | Liste du Bourgmestre |
| 5e Échevine        | Philippe Beghin       |       | Liste du Bourgmestre |
| 6e Échevin         | Lara Thommès          |       | PS+Citoyens          |
| Présidente du CPAS | Khadija El Mahyaoui   |       | PS+Citoyens          |

| Partis                     | Partis                 | Partis                 | 1976  | 1976  | 1982  | 1982  | 1988  | 1988  | 1994  | 1994  | 2000   | 2000  | 2006   | 2006  | 2012  | 2012  | 2018  | 2018  | 2024  | 2024  |
| Votes / Sièges             | Votes / Sièges         | Votes / Sièges         | %     | 27    | %     | 27    | %     | 27    | %     | 27    | %      | 25    | %      | 27    | %     | 27    | %     | 27    | %     | 29    |
| -------------------------- | ---------------------- | ---------------------- | ----- | ----- | ----- | ----- | ----- | ----- | ----- | ----- | ------ | ----- | ------ | ----- | ----- | ----- | ----- | ----- | ----- | ----- |
| Ecologistes                |                        | Ecolo-Groen            | -     |       | 6,65  | 1     | 7,91  | 1     | 7,38  | 1     | 15,11  | 3     | 10,41  | 2     | 9,13  | 2     | 16,45 | 4     | 11,1  | 3     |
| Socialistes                |                        | PS+Citoyens            | 13,94 | 3     | 9,26  | 2     | 11,43 | 2     | 10,58 | 2     | 15,64  | 4     | 41,85  | 13    | 35,98 | 11    | 21,31 | 6     | 23,6  | 7     |
| Chrétiens-démocrates       |                        | Liste du Bourgmestre   | 50,32 | 16    | 55,79 | 18    | 56,46 | 18    | 41,53 | 14    | 29,34  | 8     | 12,96  | 3     | 22,57 | 7     | 28,34 | 9     | 31,9  | 11    |
| Fédéralistes francophones  |                        | DéFI                   | 22,17 | 6     | 16,43 | 4     | 12,66 | 3     | 14,4  | 4     | -      |       | -      |       | 6,96  | 1     | 9,14  | 2     | 6,1   | 1     |
| Alliance FDF-MR            |                        | PRL-FDF                | -     |       | -     |       | -     |       | -     |       | 33,23* | 9     | 25,25* | 8     | -     |       | -     |       | -     |       |
| Libéraux                   |                        | Open MR                | 4,51  | 0     | 9,43  | 2     | 11,54 | 3     | 14,66 | 4     | -      |       | -      |       | 20,43 | 6     | 18,09 | 5     | 23    | 7     |
| Nationalistes flamands     |                        | N-VA                   | -     |       | -     |       | -     |       | -     |       | -      |       | -      |       | 4,94  | 0     | 6,66  | 1     | 4,3   | 0     |
| Extrême droite flamande    |                        | Vlaams Belang          | -     |       | -     |       | -     |       | -     |       | 6,68   | 1     | 8,41   | 1     | -     |       | -     |       | -     |       |
| Extrême droite francophone |                        | FN                     | -     |       | -     |       | -     |       | 9,63  | 3     | 2,85   | 0     | -      |       | -     |       | -     |       | -     |       |
|                            |                        | UDRT-RAD               | -     |       | 5,7   | 1     | -     |       | -     |       | -      |       | -      |       | -     |       | -     |       | -     |       |
|                            |                        | Vivant                 | -     |       |       |       | -     |       | -     |       | 1,13   | 0     | -      |       | -     |       | -     |       | -     |       |
| Total des votes            | Total des votes        | Total des votes        | 15735 | 15735 | 14973 | 14973 | 14067 | 14067 | 12906 | 12906 | 12441  | 12441 | 13422  | 13422 | 13180 | 13180 | 13170 | 13170 |       |       |
| Participation %            | Participation %        | Participation %        | ,     | ,     | ,     | ,     | 88,75 | 88,75 | 85,82 | 85,82 | 95,31  | 95,31 | 89     | 89    | 86,25 | 86,25 | 86,3  | 86,3  | 81,83 | 81,83 |
| Votes blancs ou nuls %     | Votes blancs ou nuls % | Votes blancs ou nuls % | 2,92  | 2,92  | 4,33  | 4,33  | 4,22  | 4,22  | 4,47  | 4,47  | 5,43   | 5,43  | 6,42   | 6,42  | 6,23  | 6,23  | 7,81  | 7,81  |       |       |

*En 2000 et 2006, le FDF fait partie du MR, ils se présentent donc ensemble.
NB : Les partis constituant le collège communal (la majorité) sont indiqués en vert. L'actuel collège communal en vert foncé, et les anciennes coalitions en vert plus clair.

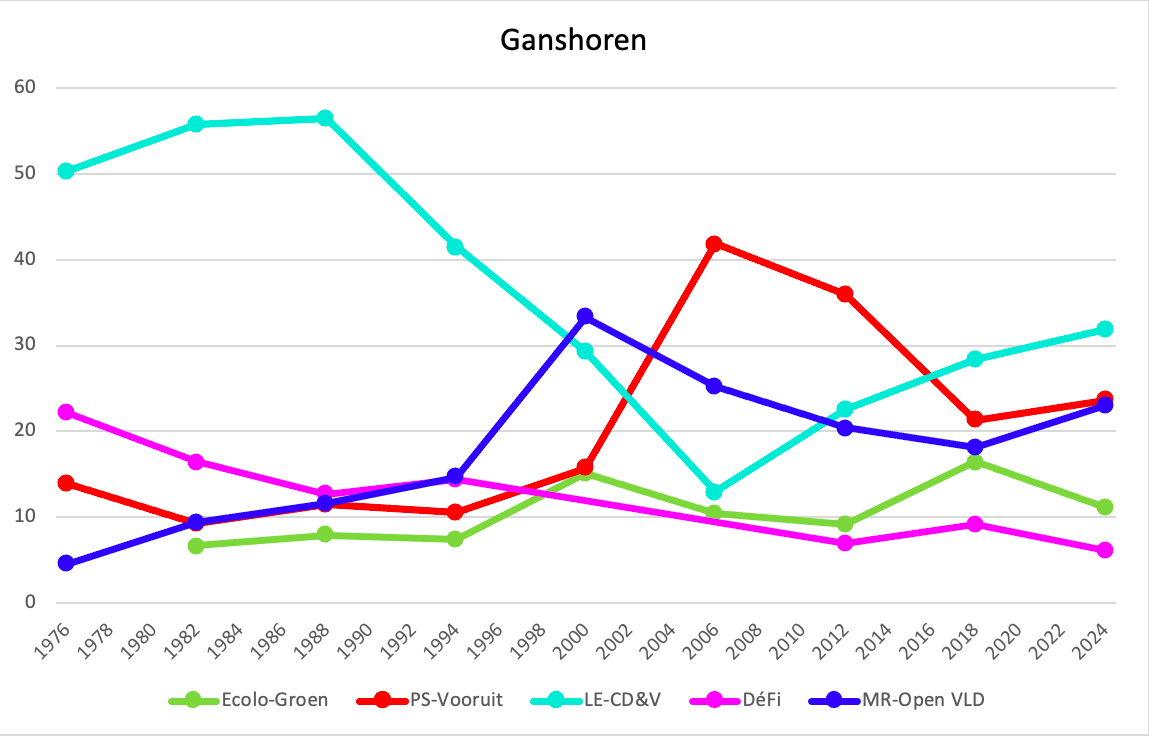
Evolution des résultats électoraux au conseil communal de Ganshoren.

### Bourgmestres
| Nom                       | Date de début | Date de fin | Durée    | Parti | Parti       |
| ------------------------- | ------------- | ----------- | -------- | ----- | ----------- |
| Josse Van Rosse           | 1842          | 1846        | 4 ans    |       |             |
| Egide Van Hemelrijck      | 1846          | 1855        | 9 ans    |       |             |
| Joseph Huygens            | 1855          | 1857        | 2 ans    |       |             |
| Antoine Haeck             | 1857          | 1861        | 4 ans    |       |             |
| Joseph Oscar Van Overbeke | 1861          | 1873        | 12 ans   |       |             |
| Ulric de Villegas         | 1873          | 1912        | 39 ans   |       |             |
| Fernand De Greef          | 1912          | 1923        | 11 ans   |       |             |
| Laurent Heirebaut         | 1923          | 1927        | 4 ans    |       |             |
| Alphonse Hellinckx        | 1927          | 1936        | 9 ans    |       |             |
| Oscar Maeschalck          | 1936          | 1939        | 3 ans    |       |             |
| Joesph Peereboom          | 1939          | 1959        | 20 ans   |       |             |
| Maurice Hellinckx         | 1959          | 1960        | 1 an     |       |             |
| Richard Beauthier         | 1960          | 2000        | 40 ans   |       | PSC-CVP     |
| Richard Beauthier         | 1960          | 2000        | 40 ans   | PSC   |             |
| Luc Barbay                | 2000          | 2001        | 1 an     |       | PSC         |
| Michèle Carthé            | 2001          | 2013        | 12 ans   |       | PS          |
| Hervé Gillard             | 2013          | 2017        | 4 ans    |       | MR          |
| Robert Génard             | 2017          | 2018        | 1 an     |       | MR          |
| Pierre Kompany            | 2018          | 2022        | 4 ans    |       |             |
| Pierre Kompany            | 2018          | 2022        | 4 ans    | cdH   |             |
| Jean-Paul Van Laethem     | 2022          | En cours    | En cours |       | Les Engagés |

## Démographie

### Évolution de la population
- Source : DGS - Remarque: 1806 jusqu'à 1981=recensement; depuis 1990=nombre d'habitants chaque 1er janvier[3]

### Population étrangère
| Nationalité                                           | Population |
| Roumanie                                              | 1 718      |
| Maroc                                                 | 586        |
| France                                                | 487        |
| Espagne                                               | 395        |
| Italie                                                | 359        |
| Pologne                                               | 334        |
| Ukraine                                               | 317        |
| Portugal                                              | 219        |
| Moldavie                                              | 179        |
| République démocratique du Congo                      | 142        |
| Source : IBSA Brussels, chiffres au 1er janvier 2024. |            |

## Patrimoine
Patrimoine classé
Autre
- Église Saint-Martin de Ganshoren

## Transports en commun

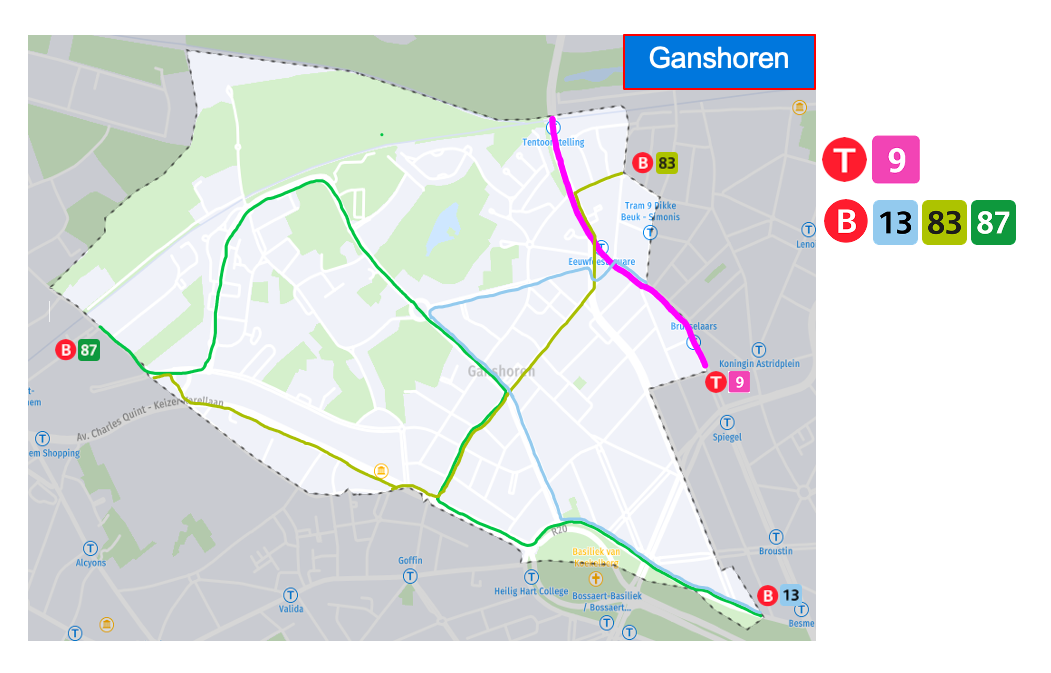
Plan du réseau STIB de la commune.

### STIB
- Tram
- Bus :

### De Lijn
- Bus : 213 - 714 - R14

## Sports
- FC Ganshoren

Le Football Club de Ganshoren est un club de football belge localisé dans la commune bruxelloise de Ganshoren. Porteur du matricule 7569, le club évolue en Division 3 Amateur lors de la saison 2017-2018.

## Jumelage
- Rusatira (Rwanda)